# Cabézon à calotte tachetée
Capito maculicoronatus
Espèce
Statut de conservation UICN

 LC  : Préoccupation mineure
Le Cabézon à calotte tachetée (Capito maculicoronatus) est une espèce d'oiseaux appartenant à la famille des Capitonidae, dont l'aire de répartition s'étend de la Colombie au Panamá.

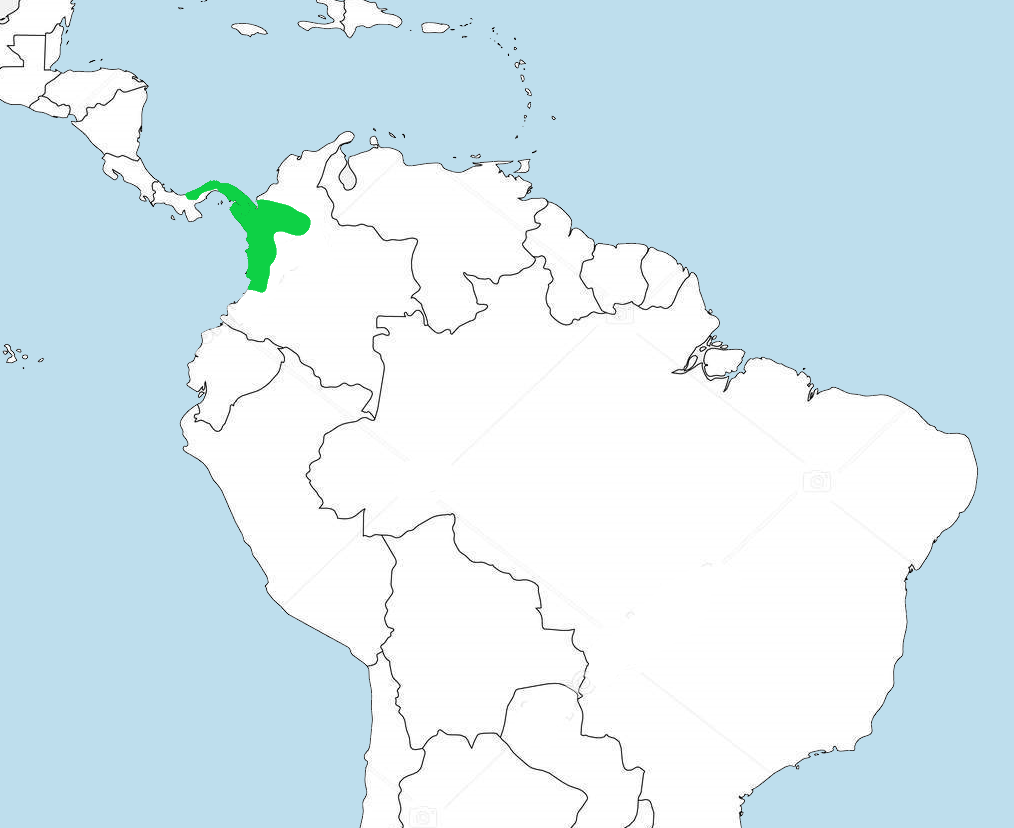
Aire de répartition.